# Li Yugang
Yugang Li (chino: 李玉刚, pinyin: Lǐ Yugang), es un cantante y actor chino.  Se hizo conocido en su país de origen desde que dirigió un programa de televivión llamado "Avenue of Stars" de la red CCTV. Sus temas musicales más conocidos son Drunkened Concubine(贵妃醉酒), the Flowers' Funeral por Daiyu(黛玉葬花), entre otros.
Li llegó a la fama después de llegar al tercer lugar en un programa de la Televisión en 2006 llamado "Bulevar Star" (星光 大道). Interpretó además a un personaje femenino, cantando una parte de la ópera de Pekín titulado  "Concubine" (霸王别姬), con una fusión al estilo pop. Se convirtió en un artista codiciado altamente. En 2009 se unió, a la Ópera y Ballet Company de China.   También llevó a cabo en su propio programa, incluyendo la Ópera de Sídney en 2009, así como en otros países en 2010.